# عائلة أستاذ أمين (مسلسل)
عائلة أستاذ أمين مسلسل رسوم متحركة مصري من إخراج شريف جمال وبطولة إيمي سمير غانم، دنيا سمير غانم، دلال عبد العزيز، سمير غانم وعلاء الحريري. وهو أول عملي فني يجمع جميع أفراد أسرة سمير غانم.

## نبذة
يدور المسلسل حول أستاذ "أمين"، رب الأسرة الذي يواجه مشاكل يومية اقتصادية ومعيشية حياتية مع عائلته، ويحاول طيلة الوقت التغلب على كل هذه المشاكل اليومية.

## طاقم العمل
- إيمي سمير غانم بدور الإبن الأصغر تامر
- دنيا سمير غانم بدور الإبنه الكبرى عفاف
- دلال عبد العزيز بدور الأم ماجدة
- سمير غانم بدور الأستاذ أمين
- علاء الحريري بدور تامر